# 서종표
서종표(徐鍾杓, 1945년 음력 7월 10일 전라남도 여천군 율촌면 조화리 ~ 2016년 10월 25일)는 대한민국의 군인, 정치인이다. 2008년 18대 총선에서 민주당 비례대표로 당선됐다. 본관은 달성 서씨

## 이력

### 학력
- 1961년 전남 순천중학교 졸업
- 1964년 서울공업고등학교 졸업
- 1969년 육군사관학교 25기 졸업
- 1976년 육군공병학교 졸업
- 1977년 육군보병학교 졸업
- 1979년 육군대학 24기 졸업
- 1993년 동국대학교 행정대학원 행정학 석사

### 명예 박사 학위
- 2002년 용인대학교 명예 행정학 박사

### 경력
- 1969년 3월 28일 소위 임관
- 1977년 8월 1일 소령 진급
- 1993년 1월 1일 준장 진급 - 보병제53사단 작전부사단장, 제7군단 참모장 등
- 1996년 4월 8일 소장 진급 - 보병제25사단장, 육군본부 감찰감
- 1999년 4월 6일 중장 진급 - 제6군단 군단장, 국방대학교 총장
- 2001년 10월 10일 대장 진급 - 제3야전군사령부 사령관
- 2003년 4월 3일 예편
- 2003년 9월 ~ 2005년 9월: 국방대학교 초빙교수
- 2003년 10월 ~ 2006년 10월: 용인대학교 객원교수
- 2003년 5월 ~ 2007년 4월: 군사문제연구소 연구위원
- 2005년 1월 ~ 2014년: 한북대학교 대외부총장
- 2007년 5월 ~ 2008년 4월: 한국국방연구원 연구위원
- 2009년 9월 ~ 2010년 5월: 민주당 정책위원회 부의장
- 2010년 5월 ~ 2011년 5월: 민주당 원내부대표

### 상훈
- 무공포장
- 보국훈장 삼일장, 천수장, 통일장
- 미국 공로훈장 2회
- 월남 은성무공훈장, 월남 민사1등훈장

## 역대 선거 결과
| 실시년도 | 선거   | 대수 | 직책     | 선거구   | 정당       | 득표수      | 득표율          | 순위         | 당락 | 비고 |
| -------- | ------ | ---- | -------- | -------- | ---------- | ----------- | --------------- | ------------ | ---- | ---- |
| 2008년   | 총선   | 18대 | 국회의원 | 비례대표 | 통합민주당 | 4,313,645표 | \| \| 25.17% \| | 비례대표 8번 |      | 초선 |
|          | 25.17% |      |          |          |            |             |                 |              |      |      |

## 가족 관계
- 배우자 : 김숙자
  - 딸 : 서지연, 서은연, 서수연